# Trichura urophora
Trichura urophora là một loài bướm đêm thuộc phân họ Arctiinae, họ Erebidae.